# Komen-Plattenkalk
Der Komen-Plattenkalk ist eine bedeutende Fossillagerstätte aus der Oberkreide in der Kras-Region im Südwesten Sloweniens, nahe den Ortschaften Komen und Tomaj. Sie ist international bekannt für ihre außergewöhnlich gut erhaltenen Fossilien, insbesondere von Fischen, Ammoniten und Pflanzen. Diese Funde bieten wertvolle eInblicke in die Ökosysteme des Tethysmeeres während des Cenomanium bis zum Campanium und machen die Lagerstätte zu einem wichtigen Referenzpunkt für die paläontologische Forschung.

## Geographische Lage
Die Fossillagerstätte Komen-Plattenkalk befindet sich im südwestlichen Teil Sloweniens, in der historischen Region Krain, die heute zur Region Obalno-kraška gehört. Sie liegt im Bereich des Triest-Komen-Plateaus, einem Teil der ausgedehnten Adriatisch-Dinarische Karbonatplattform. Die wichtigsten Fundstellen konzentrieren sich um die Orte Komen und Tomaj, wobei auch Abschnitte bei Tomačevica, etwa 2 km östlich von Komen, untersucht wurden.

## Geologie

### Geologischer Rahmen
Die fossilien des Komen-Plattenkalks stammen hauptsächlich aus zwei lithostratigraphischen Einheiten der Oberkreide: dem Komen-Kalkstein (Komen Limestone) und dem Tomaj-Kalkstein (Tomaj Limestone). Beide Formationen bestehen aus dünnplattigen, laminierten Kalksteinen, die auf eine Ablagerung in einem marinen Milieu auf der Adriatisch-Dinarischen Karbonatplattform hindeuten.

### Entstehungsgeschichte
Die Ablagerung der Komen- und Tomaj-Kalksteine erfolgte in einem ruhigen, flachen marinen Milieu mit eingeschränkter Zirkulation, möglicherweise in einer Lagune oder einem geschützten Becken auf der Karbonatplattform. Die Sedimente zeigen Anzeichen von Meeresspiegelschwankungen und Eustasie, die zu unterschiedlichen Ablagerungsbedingungen führten. Die oft sauerstoffarmen (anoxischen oder dysoxischen) Bedingungen am Meeresboden trugen maßgeblich zur außergewöhnlichen Erhaltung der Fossilien bei. Jüngere Forschungen haben ein neues Ablagerungsmodell für das Gebiet von Komen entwickelt, das auf detaillierten stratigraphischen, sedimentologischen und paläontologischen Daten basiert.

### Datierung
Der Komen-Kalkstein wurde im Cenomanium bis Turonium abgelagert. Der Tomaj-Kalkstein ist jünger und datiert in das Santonium bis untere Campanium. Die genaue Datierung der Schichten wird maßgeblich durch das Vorkommen von Leitfossilien wie Ammoniten ermöglicht.

## Taphonomie

### Wie sind die Fossilien Erhalten
Der Komen-Plattenkalk ist eine klassische Konservat-Lagerstätte, was bedeutet, dass die Fossilien außergewöhnlich gut erhalten sind, oft mit feinen Details von Weichteilen oder vollständigen Skeletten. Diese exzellente Erhaltung ist auf mehrere Faktoren zurückzuführen:
- Feinkörnige Sedimente: Die Gesteine bestehen aus sehr feinkörnigem Kalkschlamm, der eine detaillierte Abbildung der Organismen ermöglichte.[1]
- Laminierte Struktur: Die laminierte (geschichtete) Struktur der Kalksteine deutet auf eine ruhige Ablagerungsumgebung ohne Bioturbation (Störung durch grabende Organismen) hin, was die Fossilien ungestört bewahrte.[1]
- Schnelle Einbettung: Organismen, die in dieses Milieu gelangten, wurden schnell von Sediment bedeckt, was sie vor Aasfressern und Zersetzung durch Sauerstoff schützte.
- Anoxische Bedingungen: Die oft sauerstoffarmen oder -freien Bedingungen am Meeresboden verhinderten die Zersetzung durch Bakterien und andere organismen, die normalerweise organische Materie abbauen würden.[1]

Diese Kombination von Faktoren führte zu einer Fossilisierung, die selbst empfindliche Strukturen wie Fischschuppen, Pflanzenblätter und in seltenen Fällen sogar Quallenabdrücke bewahrte.

## Funde
Der Komen-Plattenkalk beherbergt eine reiche und diverse Fossilgemeinschaft, die ein detailliertes Bild der kreidezeitlichen Fauna und Flora der Region zeichnet. Die Erhaltung ist oft außergewöhnlich, mit vollständigen Skeletten und detaillierten Pflanzenabdrücken.

### Flora
Die Pflanzenfossilien sind besonders bemerkenswert, da sie oft detaillierte Abdrücke von Blättern und anderen Pflanzenteilen zeigen. Sie repräsentieren eine vielfältige Flora, die auf terrestrische Einflüsse und die Nähe zu Küstenbereichen oder Inseln hinweist. Zu den identifizierten Gruppen gehören Angiospermen (Bedecktsamer) und Koniferen (Nadelhölzer).

### Fauna

#### Wirbellose
Neben Fischen sind Wirbellose eine wichtige Fossilgruppe. Ammoniten sind in beiden Kalksteinformationen häufig und dienen als wertvolle Leitfossilien zur genauen Datierung der Schichten. Häufige Gattungen sind unter anderem Conlinoceras und Ammonitella.
Weitere gefundene Invertebraten umfassen:
- Muscheln (Bivalvia)
- Seeigel (Echinoida)
- Krebstiere (Crustacea)
- Brachiopoden
- Seelilien (Crinoida)
- Sehr selten auch Abdrücke von Quallen (Medusozoa).

#### Fische und Amphibien
Fische stellen die dominierende und am besten erhaltene Fossilgruppe dar. Es wurden zahlreiche Arten identifiziert, die sowohl Knochenfische (Osteichthyes) als auch Knorpelfische (Chondrichthyes) umfassen. Zu den häufigsten Vertretern gehören Ptychocryptodus (ein Stachelflosser), Enchodus sowie Vertreter der Acanthomorpha und Clupeomorpha.
Ein besonders gut erhaltener Neufund der Fischart Protriacanthus gortanii, die zur Ordnung der Kugelfischverwandte (Tetraodontiformes) gehört und durch starke Flossenstacheln gekennzeichnet ist, wurde 2015 und erneut 2025 beschrieben. Die Fischfossilien liefern wichtige Informationen über die Fischdiversität und die marinen Nahrungsnetze der Oberkreide.
Fossilien von Amphibien sind in dieser marinen Lagerstätte nicht bekannt.

#### Reptilien und Vögel
Sehr selten wurden auch Überreste von Landwirbeltieren gefunden, wie beispielsweise Federabdrücke. Deren genaue Zuordnung zu bestimmten Taxa wie Dinosauriern oder frühen Vögeln ist jedoch oft schwierig und bedarf weiterer Forschung.

#### Säugetiere
Fossilien von Säugetieren sind aus dem Komen-Plattenkalk, der ein marines Ablagerungsmilieu darstellt, nicht bekannt.

## Forschungsgeschichte

### Wissenschaftliche Ausgrabungen
Die Fossillagerstätte Komen-Plattenkalk ist seit dem 19. Jahrhundert bekannt. Erste systematische Untersuchungen und Beschreibungen der Fossilien wurden von Forschern wie Dragutin Gorjanović-Kramberger (1895), Johann Jacob Heckel (1850, 1856), Francesco Bassani (1879, 1880) und D'Erasmo (1946, 1952) durchgeführt.
Die Funde stammen aus verschiedenen Lokalitäten um Komen und Tomaj, darunter auch Abschnitte nahe Tomačevica. Eine umfassende Datenbank aller Fossilien aus dem Komen-Gebiet wurde aus Sammlungen des Museo Civico di Storia Naturale in Triest (Italien), des Museo Geologico Paleontologico G. Capellini in Bologna (Italien) und des Slowenischen Naturhistorischen Museums in Ljubljana (Slowenien) erstellt.

### Publikationen
In jüngerer Zeit haben Bogdan Jurkovšek und Tea Kolar-Jurkovšek maßgeblich zur Erforschung und Dokumentation der Fossilien und der geologischen Verhältnisse beigetragen, insbesondere durch ihre Arbeiten in den 1990er und 2000er Jahren. Die fortlaufende wissenschaftliche Bedeutung der Lagerstätte wird durch aktuelle Publikationen unterstrichen, wie die detaillierte Beschreibung eines neuen Exemplars von Protriacanthus gortanii im Jahr 2015 und eine weitere im Jahr 2025.